# Takashi Hashiguchi
Takashi Hashiguchi (japonès: 橋口たかし)  (Tòquio, 2 de juny de 1967) és un dibuixant de manga. És més conegut per la seva sèrie de manga Yakitate!! Japó, pel qual va guanyar el Shogakukan Manga Award per shōnen el 2004. El 1988 inicia la seva carrera com a mangaka professional després d'haver debutat el 1987 amb Combat Teacher, sent premiat per la revista Young Magazine que es va encarregar de la publicació d'aquest treball. La majoria dels seus mangues són de temàtica shonen però sobre continguts molt poc usuals, com la panaderia a Yakitate!! Japan o "esports" tan poc habituals en el gènere com el Yo-Yo en Super Yo-Yo (Chousoku spinner).

## Obres
- Combat Teacher (1988).
- Kinniku Kurabu (1991).
- Chie-Baachan No Chiebukuro (1992).
- Suto Ii Bashuko! Yon-Koma Gag Gaiden (1993).
- Caster Mairu Zo (1995).
- Windmill (1997).
- Super Yo-Yo (Chousoku Spinner) (1997).
- SCISSORS (2000).
- Yakitate!! Japan (2002).[3][4]